# Proteus-syndroom
Het proteussyndroom ofwel syndroom van Proteus, is een (zeer) zeldzame genetische aandoening, waarbij de patiënt lijdt aan overmatige of asymmetrische groei of misvormingen van verschillende typen weefsels, die blijft verergeren. Het syndroom kenmerkt zich doordat het zich moeilijk laat diagnosticeren, omdat de variatie aan verschijnselen in principe bij ieder mens die het heeft verschilt. Een van de (waarschijnlijk) bekendste en zwaarste lijders aan het syndroom van Proteus in de geschiedenis was Joseph Merrick.

## Proteus
De aandoening werd in 1983 door de Duitse pediater Hans-Rudolph Wiedemann vernoemd naar de Griekse god Proteus. Deze kon verschillende gedaanten aannemen. De precieze oorzaak van het syndroom is (nog) niet bekend, maar vermoed wordt dat mutaties van een of meer genen ten grondslag liggen aan de totale groep verschijnselen bij een patiënt. Waarschijnlijk kan dit enkel gebeuren bij personen bij wie een erfelijke aanleg al generaties latent − dus zonder dat het zich uit − in de familie aanwezig is. Het syndroom openbaart zich vermoedelijk pas in het geval van bijkomende genmutaties.
Genezing is niet mogelijk, alleen fysiotherapie kan de symptomen gedeeltelijk beheersbaar houden. De levensverwachting van patiënten met de aandoening, verschilt vanwege het steeds andere verloop per geval. De grootste bedreiging voor de levensverwachting is wanneer de misvormingen en tumoren dicht bij belangrijke organen voorkomen.
Er zijn naar schatting een paar honderd mensen in West-Europa en de Verenigde Staten die lijden aan het proteussyndroom.

## Uitingen van het syndroom
Bij een patiënt met het proteussyndroom is een willekeurige combinatie van verschillende van de volgende verschijnselen mogelijk (niet allemaal tegelijk):
Overmatige of asymmetrische groei van delen van het lichaam, zoals de
- huid
- het onderhuids weefsel en vet
- het bindweefsel van botten en ligamenten
- hersenen en ruggenmerg
- organen, zoals de milt en de longen

Deze 'scheefgroei' kan vervolgens leiden tot:
- een grote en asymmetrische schedel
- misvormde handen en voeten
- verdikkingen van de huid op de handpalmen en voetzolen
- scoliose
- (niet-kanker)tumoren onder de huid (vet en lymfeklieren)
- verkleuringen op de huid en hoeveelheden moedervlekken
- volumevermeerdering van weefsel of organen in één lichaamshelft (hemihypertrofie)
- botwoekering (vooral in de gehoorgang)
- misvormde bloedvaten
- geestelijke beperkingen

Proteuspatiënten hebben doorgaans opvallende afwijkingen aan hun gezicht, zoals een laag ingeplante neus, wijde neusgaten, een mond die in rust openhangt en een lang gezicht.

## Verwante aandoeningen
- syndroom van Sturge-Weber
- syndroom van Lohuizen
- syndroom van Klippel-Trénaunay
- syndroom van Parkes-Weber